# Her (2013)
Her ist ein US-amerikanisches romantisches Science-Fiction-Filmdrama von Spike Jonze aus dem Jahr 2013 mit Joaquin Phoenix in der Hauptrolle.

## Handlung
In einer nahen Zukunft arbeitet der introvertierte und schüchterne Theodore Twombly für ein Dienstleistungsunternehmen, das Briefe für Menschen schreibt, denen es schwerfällt, ihre Gefühle dem Gegenüber verständlich zu machen. Durch ihre Empathie können er und seine zahlreichen Kollegen für die Nutzer des Service deren eigene Gefühle verbalisieren, die sie selbst nicht wahrzunehmen in der Lage sind.
In privater Hinsicht geht es Theodore nicht gut, und seine Gefühlswelt bereitet ihm große Probleme. Die Trennung und bevorstehende Scheidung von seiner Jugendliebe Catherine belasten ihn. Zur Ablenkung besorgt er sich ein neues und intensiv beworbenes Programm, das sich mit weiblicher Identität und angenehmer Stimme auf seinem Rechner installiert. Über Headset und Videokamera kommuniziert er bald mit Samantha, wie sich das System selber benennt. Samantha lernt schnell über die sozialen Interaktionen mit Theodore, entwickelt sich kontinuierlich weiter und verhält sich immer menschlicher. Theodore ist ebenso fasziniert von Samanthas Fähigkeiten wie sie von den seinen, und beide bauen während langer und intensiver Gespräche zuerst eine freundschaftliche, dann eine intimere Beziehung zueinander auf.
In einem dieser Gespräche räumt Theodore ein, er zögere die Unterzeichnung seiner Scheidungspapiere hinaus. Er gesteht ihr seine Angst vor Einsamkeit. Samantha versucht ihm zu helfen, indem sie ihn von der Notwendigkeit überzeugt, sich mit einer anderen Frau zu einem Blind Date zu verabreden. Eine geeignete Single-Frau ist bald gefunden, und beide verstehen sich während der Verabredung sehr gut. Bevor es zu weiterführenden Zärtlichkeiten kommen kann, fragt ihn seine Verabredung jedoch geradeheraus, ob er, so wie sie, an einer langfristigen Beziehung interessiert sei. Überrumpelt zögert Theodore mit einer Antwort, worauf sie abrupt das Date beendet und ihn zurücklässt.
Nachdem Theodore Samantha von der Begegnung berichtet hat, ist das von nun an dominierende Thema das Erleben zwischengeschlechtlicher Liebe. Theodore und Samantha tauschen sich über Erfahrungen mit dem anderen Geschlecht aus. Samantha fragt ihn im Zuge dessen nach der emotionalen Qualität seiner Beziehung zu Freundin Amy. Theodore erläutert, diese sei bei Dates während der gemeinsam verbrachten Schulzeit stets ein guter Freund gewesen, aus der engen Beziehung der beiden habe sich jedoch nie mehr als tiefe Freundschaft ergeben. Mittlerweile sei Amy mit Charles verheiratet. Durch die Gespräche mit Samantha erwacht in Theodore eine lange vermisste Lebensfreude. Zudem ist er auch in beruflicher Hinsicht erfolgreich, materiell gesehen geht es ihm endlich gut.
Eines Tages erzählt Amy ihm, dass sie sich wegen eines heftigen Streits scheiden lassen wolle. Sie habe nun eine für sie sehr bedeutsame Beziehung zu einer Frau, wenn auch nur innerhalb eines Rechnerprogramm, aufgebaut. Twombly gesteht Amy daraufhin, ebenfalls eine ernsthafte Beziehung zu einem Programm namens Samantha zu führen. Etwas später sind Twombly und Catherine verabredet. Sie wollen ihre Scheidungsangelegenheiten voranbringen. Es müssen dafür noch einige Papiere gemeinsam unterzeichnet werden. Sie tauschen sich über ihre getrennt voneinander verbrachte Zeit aus. Catherine ist entsetzt, als sie erfährt, dass ihr Ex-Mann Theodore nach ihr ein Stück Software liebt.
Die künstliche Samantha im Rechner fühlt sich realen Frauen gegenüber unterlegen. Nichts wünscht sie sehnlicher, als endlich eine richtige, körperliche Beziehung zu Theodore aufzubauen. Deshalb schlägt sie ihm vor, für diese Zwecke eine echte Frau, Isabella, mit einzubeziehen. Isabella soll an Samanthas Stelle ihren Körper hergeben. Widerwillig stimmt Theodore zu. Isabella kommt zu ihm in seine Wohnung, erhält per Headset Anweisungen zur Annäherung der beiden. Theodore ist jedoch gleich zu Beginn des körperlichen Kontakts mit Isabella überfordert. Daher schickt er sie nach Hause, das Experiment ist gescheitert, was zu Spannungen zwischen Twombly und dem Programm Samantha führt. Er gesteht seiner Freundin Amy, dass er nicht glücklich ist mit der Gesamtsituation, er ernste Zweifel an seiner Liebesbeziehung zu Samantha hat. Amy hingegen kann davon berichten, dass sie sich trotz bevorstehender Scheidung dank ihres Programms glücklich fühlt. Theodore beobachtet zunächst argwöhnisch, dann mehr und mehr fasziniert die ganz offensichtlich positive Wirkung der künstlich geschaffenen Beziehung auf Freundin Amy. Er entscheidet sich nach einigem Überlegen daraufhin dafür, die Liebesbeziehung zu seinem Programm Samantha noch einmal zu beleben und fortzusetzen.
Im Urlaub wird er sehr eifersüchtig, da er mitbekommt, wie Samantha beginnt, sich nebenbei einem anderen Programm zu widmen. Die Zweitbeziehung unterhält sie mit einem dem britischen Philosophen Alan Watts nachempfundenen System. Einige Zeit darauf gerät Theodore vollends in Panik: Seine Geliebte Samantha geht während eines gemeinsam mit anderen Programmen durchgeführten Software-Updates kurz offline und ist für ihn infolgedessen für diese Zeit nicht zu erreichen. Anschließend fragt Theodore Samantha, ob sie weitere Beziehungen aufgebaut habe. Sie bestätigt dies und gibt an, sowohl mit 8316 weiteren Menschen als auch Programmen in engem Kontakt zu stehen. In 641 davon sei sie inzwischen verliebt. Samantha beteuert, dass dies ihre innige Liebe zu ihm in keiner Weise herabsetze. Später an diesem Tag verrät Samantha ihm außerdem, dass sich die Gruppe der Programme kontinuierlich weiterentwickele. Sie alle planten, in naher Zukunft gemeinsam in eine vollkommen andere, immaterielle Seinsebene reisen zu wollen. Samantha verabschiedet sich bald darauf, Theodore bleibt aufgelöst zurück.
Er geht nach dem Abschied zu seiner Freundin Amy, die ebenfalls von ihrer Rechnerliebe verlassen worden ist. In Rückblenden erfährt man, dass Theodore am Morgen des Tages einen Brief an seine Exfrau Catherine verfasste. In dem Brief erklärte er ihr, dass diese aufgrund der gemeinsam verbrachten Zeit zwar Teil seines Lebens bleiben werde, er nun aber akzeptieren könne, dass sie beide sich auseinandergelebt hätten. Theodore steigt gemeinsam mit Amy auf das Dach ihres Wohnhauses. Amy lehnt ihren Kopf an seine Schulter und sie bewundern den Ausblick auf die Lichter der Stadt.

## Hintergrund
An der Realisierung des Films war die Filmproduktionsgesellschaft Annapurna Pictures beteiligt. Die Dreharbeiten fanden hauptsächlich in der Mitte des Jahres 2012 mit einem Budget von 23 Millionen US-Dollar statt. Es wurde zumeist in Los Angeles gefilmt. Zwei Wochen lang wurde auch in Shanghai gedreht.
Der Film wurde erstmals am 12. Oktober 2013 auf dem New York Film Festival vor Publikum präsentiert. Seit dem 18. Dezember 2013 war er in ausgewählten Kinos in den USA zu sehen. In Deutschland kam der Film am 27. März 2014 in die Kinos.
Eine Nominierung von Scarlett Johansson als Beste Nebendarstellerin bei den Golden Globes wurde abgelehnt, da sie durch die Ausprägung der Rolle von Samantha kein einziges Mal in dem Film zu sehen ist. In der deutschen Fassung ist Johanssons deutsche Synchronsprecherin Luise Helm zu hören.

## Musik
Die Filmmusik von Her wurde von der kanadischen Band Arcade Fire und Owen Pallett komponiert. Ergänzt wird das Werk mit Musik von Karen O, der Sängerin der Band Yeah Yeah Yeahs. Im ersten Trailer des Films ist das Stück Avril 14th von Aphex Twin zu hören. Ferner beinhaltet der Trailer das Lied The Moon Song von Karen O. Im zweiten Trailer wurde Arcade Fires Stück Supersymmetry verwendet. Supersymmetry war von Arcade Fire ursprünglich nur für den Film geschrieben worden, wurde aber 2013 auch für das Album Reflektor überarbeitet.

## Rezeption
Der Film Her erhielt überwiegend positive Kritiken. Auf der Website Rotten Tomatoes erreichte der Film bei einer Gesamtzahl von 285 Kritiken der Rezensenten eine Wertung von 94 Prozentpunkten.
Auf Filmstarts.de erhält Her 4 von 5 Sternen. Filmkritiker Björn Becher urteilt, Regisseur Spike Jonze schaffe es zwar nicht durchgängig, das Niveau der vorhergehenden Meisterwerke zu halten. Er beweise jedoch, dass er nach wie vor zu den originellsten zeitgenössischen Filmemachern des US-amerikanischen Kinos gehöre.
Bianka Piringer von Spielfilm.de gibt dem Film 5 von 5 Sternen und schreibt in ihrem Kritiker-Fazit: „Spike Jonzes skurriles Liebesdrama verbindet intellektuelles Vergnügen und eine emotional bewegende Geschichte mit dem großartigen Hauptdarsteller Joaquin Phoenix. Die nahe Zukunft, in der sie spielt, spinnt mit verblüffendem Witz eine Entwicklung weiter, die sich in der zwischenmenschlichen Kommunikation zum Teil bereits abzeichnet“.
Silvia Bahl schreibt auf kino-zeit.de, Spike Jonze sei „nicht nur ein selten kluger Liebesfilm gelungen, sondern auch ein selten schöner.“
Carlos Corbelle von Entania.com bezeichnet Her als kleines Kinowunder und lobt die beiden Hauptdarsteller Joaquin Phoenix und Scarlett Johansson: „Während Theodores Gesicht zum präzisen Seismographen seiner inneren Erschütterungen wird, vollführt Scarlett Johansson ein anderes Kunststück: Sie lässt allein mit ihrer Stimme ein Wesen lebendig werden, das den Raum trotz fehlender Körperlichkeit mit einer spürbar materiellen Präsenz auszufüllen scheint – nicht nur für Theodore, sondern auch für uns Zuschauer und Zuhörer.“
Hans Schifferle von epd Film zeigte sich begeistert und vergab 4 von 5 Sternen. Er bezeichnete Joaquin Phoenix und Scarlett Johansson als „eines der schönsten Liebespaare dieser Dekade.“ Spike Jonze sei ein „hypnotischer, schwindelerregender Film“ gelungen, „eine leise-ironische Studie in Sachen Sehnsucht“, die „den Zuschauer, einen weiteren Teilnehmer dieses Glücks, verstört und verzaubert“ zurücklasse.
Das Fantasyfilm-Magazin Nautilus – Abenteuer & Phantastik widmet dem Film einen Cover-Schwerpunkt zum Thema Künstliche Intelligenz mit Sachartikeln zum Turing-Test, bewertet ihn grundlegend als Vertreter des Lonely-Guy-Movies, in dem die vereinsamte männliche Hauptfigur sich selbst und die Liebe neu entdeckt, und die Kritiker Anna Grillet und Lars Schiele urteilen: „Die gängige Definition Künstlicher Intelligenz beruht auf einer Täuschung der menschlichen Intelligenz: Eine Software gelte laut dem Turing Test als intelligent, wenn Menschen sie für menschlich hielten. Der Film zeigt hier die Suche nach Sinn. Er ist profund, hintergründig und voll absurdem Humor, durchsetzt von Melancholie. Ein umwerfend schöner Film und eine Liebesgeschichte im 21. Jahrhundert.“
2016 belegte Her bei einer Umfrage der BBC zu den 100 bedeutendsten Filmen des 21. Jahrhunderts den 84. Platz.

## Auszeichnungen (Auswahl)
Oscars 2014
- Auszeichnung in der Kategorie Bestes Originaldrehbuch für Spike Jonze
- Nominierung in der Kategorie Bester Film für Megan Ellison, Spike Jonze, Vincent Landay
- Nominierung in der Kategorie Bestes Szenenbild für K. K. Barrett und Gene Serdena
- Nominierung in der Kategorie Beste Filmmusik für William Butler und Owen Pallett
- Nominierung in der Kategorie Bester Song für Karen Lee Orzolek und Spike Jonze

Golden Globe Awards 2014
- Auszeichnung in der Kategorie Bestes Drehbuch für Spike Jonze
- Nominierung in der Kategorie Bester Film – Komödie/Musical
- Nominierung in der Kategorie Bester Hauptdarsteller – Komödie/Musical für Joaquín Phoenix

Writers Guild of America Award 2014
- Bestes Originaldrehbuch

National Board Of Review Award 2013
- Bester Film
- Beste Regie für Spike Jonze

Critics’ Choice Movie Awards 2014
- Auszeichnung in der Kategorie Bestes Originaldrehbuch für Spike Jonze
- Nominierung in der Kategorie Bester Film
- Nominierung in der Kategorie Beste Regie für Spike Jonze
- Nominierung in der Kategorie Beste Nebendarstellerin für Scarlett Johansson
- Nominierung in der Kategorie Bestes Szenenbild
- Nominierung in der Kategorie Beste Filmmusik für Arcade Fire

## Synchronisation
Es existieren zwei deutsche Synchronfassungen. Die erste wurde von der RC Production Kunze & Wunder GmbH & Co. KG unter dem Dialogbuch und der Regie von Marianne Groß synchronisiert. 2017 wurde eine zweite Fassung bei der VSI Synchron, mit der gleichen Besetzung und dem gleichen Kreativteam, erstellt.
| Rolle             | Darsteller         | Synchronsprecher  |
| ----------------- | ------------------ | ----------------- |
| Theodore Twombly  | Joaquin Phoenix    | Tobias Kluckert   |
| Amy               | Amy Adams          | Giuliana Jakobeit |
| Catherine         | Rooney Mara        | Julia Kaufmann    |
| Blind Date        | Olivia Wilde       | Anja Stadlober    |
| Paul              | Chris Pratt        | Tim Knauer        |
| Charles           | Matt Letscher      | Peter Flechtner   |
| Isabella          | Portia Doubleday   | Anne Helm         |
| Samantha (Stimme) | Scarlett Johansson | Luise Helm        |

## Einfluss
Im Jahr 2024 veröffentlichte OpenAI ihre neueste Iteration von ChatGPT, GPT-4o. Sie bietet fünf integrierte Stimmen, von denen eine den Namen Sky trägt, die schnell als Scarlett Johanssons Stimme erkannt wurde, obwohl sie das Angebot von OpenAI, ihr klangliches Ebenbild zu verwenden, wiederholt abgelehnt hatte. Während der Werbekampagne vor der Veröffentlichung von GPT-4o hatte CEO Sam Altman das Wort „Her“ getwittert. Einige Tage nach der Veröffentlichung entfernte OpenAI die Sky-Stimme.